# Belehrendes und Unterhaltendes
Belehrendes und Unterhaltendes erschien zwischen 1887 und 1916 als Illustrierte Beilage der einmaligen Ausgabe des „Volksblattes für Stadt und Land“ und vom 5. Jänner 1887 bis 31.1907 als Beilage zur dreimaligen Ausgabe des „Volksblattes für Stadt und Land“. Teilweise wurde der Hauptsachtitel auch unter „Unterhaltendes und Belehrendes“ geführt.
Erschien die Beilage in den ersten Jahren wöchentlich, so änderte sich die Erscheinungsweise ab 1890 auf einen 10-tägigen Abstand. Ab 1903 wurde für den Bandtitel die Bezeichnung „Belehrendes und Unterhaltendes“ und für den Hefttitel „Illustrierte Unterhaltungsbeilage“ verwendet.
Die einzelnen Ausgaben waren illustriert und brachten inhaltlich Erzählungen, Aufsätze und lyrische Beiträge, weiters waren Rubriken für „Gewerbe, Haus- und Landwirthschaft“, „Rathschläge für Gesunde und Kranke“, sowie eine Rubrik „Allerlei“ mit gemischten Texten vertreten.